# مزققة أقصى الشمال
مزققة أقصى الشمال (الاسم العلمي:Ascobolus hyperboreus) هي نوع من الفطريات تتبع جنس المزققة من الفصيلة المزققية.